# 趙黑
趙黑（410年—482年），一作赵默，初名海，字文靜，河內郡溫縣(今河南溫縣)人，北魏時的宦官。獲得爵位最高的宦官之一；被冊封為王的宦官之一，受封為河內王。

## 生平
趙黑原為沮渠氏北涼政權下的人民，後來北魏太武帝統一北方，北涼的人被貶為賤民，趙黑亦因此被發入宮中當宦官。趙黑為人小心恭謹，故能升迁至選部尚書、侍中。魏獻文帝想要禅让给三叔京兆康王拓跋子推，但趙黑直斥獻文帝應立太子元宏為皇太子，獻文帝亦認為此事正確，而孝文帝因而得位，趙黑自然得到寵信，但即惹來尚書李䜣的嫉妒，趙黑與李䜣在選部上有爭執，李䜣即告發趙黑在主管監藏時貪污，趙黑因而被貶，及後趙黑復職，則對李䜣加以針對，最後李䜣被誅。不過自此趙黑仍為清廉公正的官。
赵黑历任镇南大将军、仪同三司、定州刺史，进爵河内王。最后在冀州刺史任上去世，侄子赵炽作为嗣子袭爵。

## 延伸阅读
[在维基数据编辑]
 《魏書·卷94》，出自魏收《魏书》
 《北史·卷092》，出自李延壽《北史》